# Sněžná řeka
Sněžná řeka (anglicky Snowy River) je řeka na jihovýchodě Austrálie ve státech Nový Jižní Wales a Victoria. Je dlouhá 483 km. Povodí má rozlohu 13 500 km².

## Průběh toku
Pramení ve Sněžných horách. Na několika místech teče v hluboké dolině. Ústí do Bassova průlivu u města Marlo.

## Vodní režim
Zdroj vody je sněhový a dešťový. Část průtoku protéká či je přečerpávána do povodí řek Murray a Murrumbidgee. 

## Využití
Využívá se pro zavlažování a k zisku vodní energie. Přímo na řece se nachází přehradní nádrž Jindabyne z roku 1967 a dále na horním toku přehrada Guthega a Island Bend. Přečerpávací stanicí Jindabyne jsou vody přečerpávány do povodí řeky Murray. V povodí řeky se nachází velká přehradní nádrž Eucumbene z roku 1958.